# Złoty pociąg (legenda)

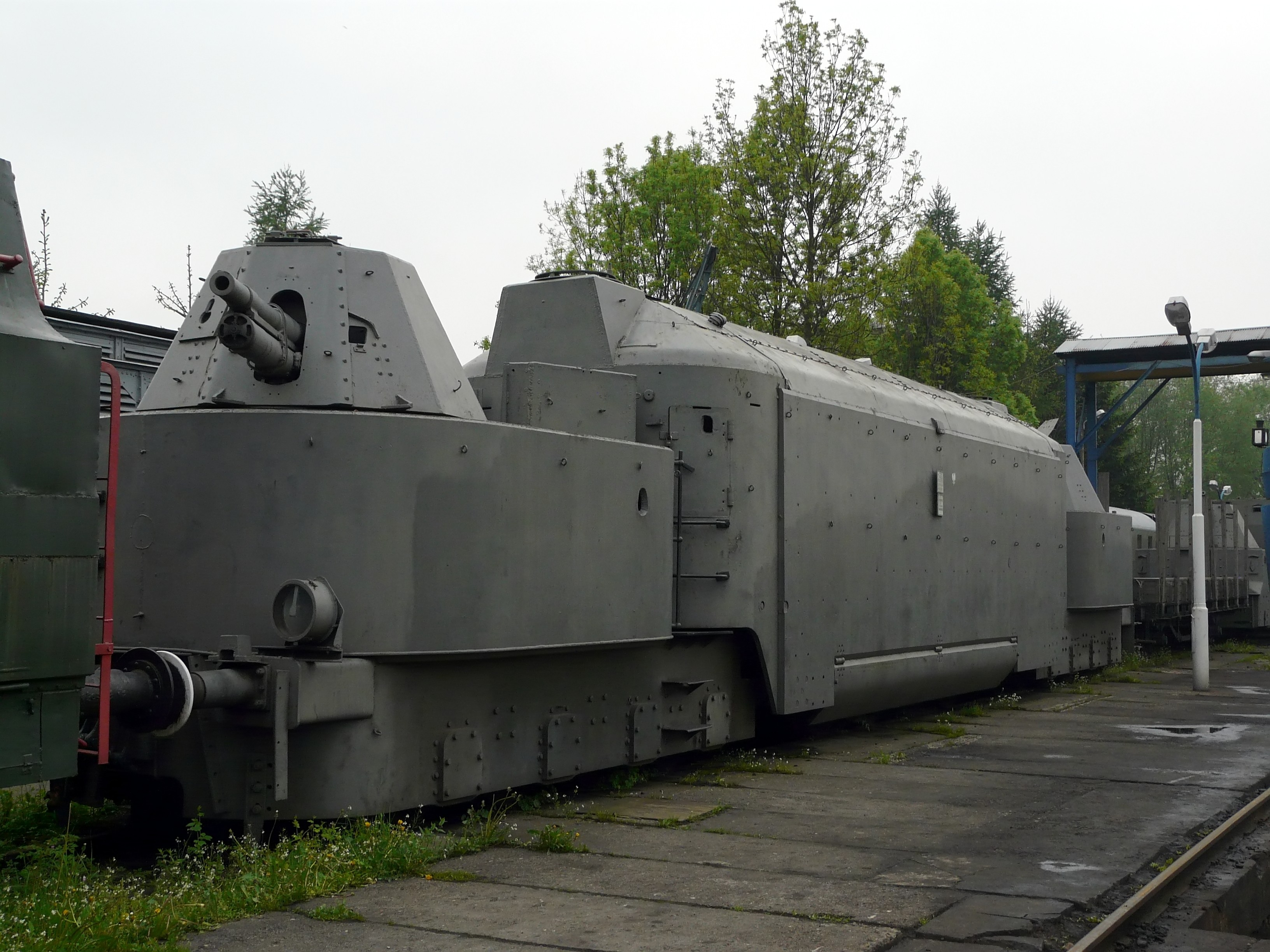
Panzertriebwagen 16 – według niektórych relacji podobnie może wyglądać „złoty pociąg”

Złoty pociąg – domniemany pociąg pancerny III Rzeszy, który w listopadzie 1944 r. lub na początku 1945 r. miał wyruszyć z Wrocławia w kierunku Świebodzic, a następnie Wałbrzycha, jednak nigdy nie dotarł do miejsca przeznaczenia. Według różnych doniesień miał on mieć około 150 m długości, składać się 2–3 lub nawet 12 wagonów (w każdym z których miało mieścić się do 20 ton ładunku) i przewozić różne kosztowności: złoto III Rzeszy, część depozytów Centralnego Banku Rzeszy, niebezpieczne chemikalia, przemysłową platynę, dzieła sztuki zrabowane przez nazistów podczas II wojny światowej w Polsce i Związku Radzieckim, tajne dokumenty lub nawet Bursztynową Komnatę. Choć samo istnienie „złotego pociągu” jak dotąd nie zostało potwierdzone, legenda ta stała się inspiracją dla licznych poszukiwań.
Ten „wałbrzyski złoty pociąg” miał przypominać „węgierski złoty pociąg”, który pod koniec kwietnia 1945 r. wyjechał z Budapesztu, a został odnaleziony 11 maja 1945 r. przez wojsko amerykańskie w Tunelu Tauryjskim w pobliżu Böckstein w Austrii. Węgierski skład liczył 24 wagony załadowane kosztownościami zrabowanymi przez nazistów zamożnym Węgrom pochodzenia żydowskiego: złotem, obrączkami ślubnymi, świecznikami, diamentami, biżuterią oraz cennymi obrazami (których, w zależności od źródła, miało być ponad 1000 lub ponad 1200).

## Legenda „złotego pociągu”
Według legendy, zgodnie z zarządzeniem ministerstwa finansów III Rzeszy z 1944 r., cała ludność Dolnego Śląska miała „zabezpieczyć” (tj. zdeponować w bankach) swoje oszczędności. Istnienia takiego zarządzenia ani odezwy do ludności jednak nigdy nie potwierdzono. Te zaś były następnie miały być przewożone do wrocławskiej komendy głównej policji (niem. Polizeipräsidium) przy ul. Podwale. Według rzekomo sporządzonej wówczas listy zdeponowano 56 metalowych skrzyń z wiekami uszczelnionymi gumą, z których każda ważyła 50–200 kg. Obok nich miało znajdować się także wiele mniejszych skrzyń drewnianych. Aby zachować to w tajemnicy, esesmani mieli umieszczać w podziemiach budynku komendy również jeńców wojennych, tak aby wartownicy byli przekonani, że pilnują więźniów, a nie skarbu. Pod koniec II wojny światowej, gdy jej losy wydawały się przesądzone, wycofujący się naziści mieli w pośpiechu rozpocząć akcję ukrywania zrabowanych cennych przedmiotów w obawie przed nadciągającą Armią Czerwoną. Według zeznań aresztowanego w 1953 r. Herberta Klose, podejrzewanego, że jest partyzantem jednej z grup Werwolfu, podającego się za byłego policjanta z Breslau, w połowie grudnia 1944 r. Erich Ollenhauer wydał rozkaz wywiezienia z piwnicy wspomnianej komendy około 1,5 tony złota. Podczas tej akcji Klose miał rzekomo uderzyć się w głowę i stracić przytomność, przez co nie wiedział, gdzie został ukryty skarb.
Domniemany pociąg miał być jednym ze składów, którymi najcenniejsze rzeczy miały być wywożone z Wrocławia. W trakcie podróży w kierunku Wałbrzycha „złoty pociąg” miał zostać zatrzymany, a jego niemiecka obsługa wymordowana i zastąpiona esesmanami. Okolice Wałbrzycha, położonego w pobliżu Gór Sowich, miały zaś stanowić miejsce ukrycia zrabowanych dóbr.

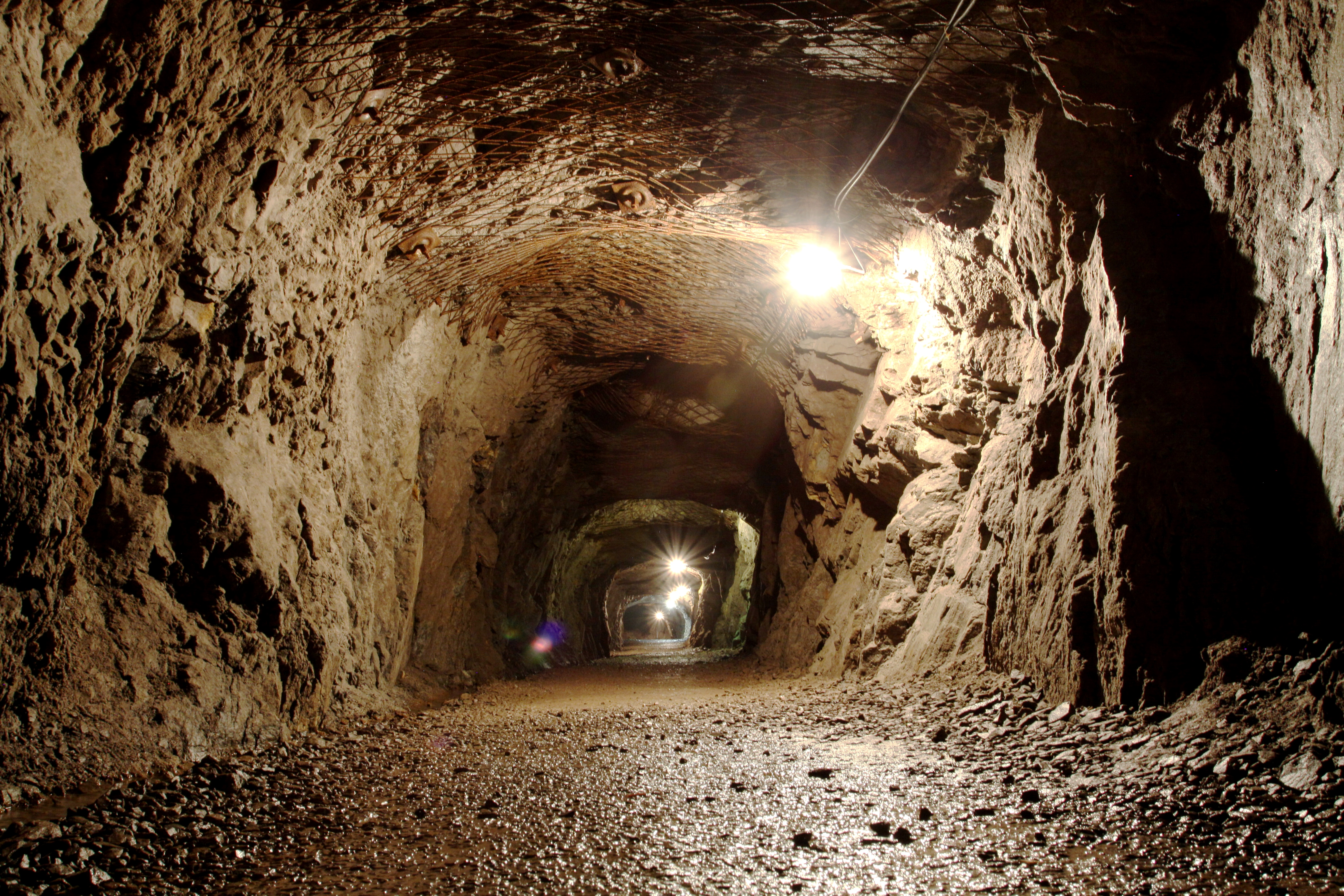
Tunele w podziemnym kompleksie Riese

W kwestii dalszych losów „złotego pociągu” istnieje kilka teorii:
- Jedna z nich mówi, iż pociąg mógł zostać ukryty w niedokończonym kompleksie Riese (niem. ‘olbrzym’), składającym się z sieci tuneli (z których do 2015 r. jedynie 1/3 została odkryta[2]), drążonych pośpiesznie przez jeńców wojennych pod koniec II wojny światowej. Kompleks ten prawdopodobnie miał być częścią nowej kwatery głównej Adolfa Hitlera, budowanej w podziemiach zamku Książ[2][8][13][14]. Według tej teorii pociąg miałby wjechać do tunelu wydrążonego w dolinie niedaleko Lubiechowa[4][5][6].
- Inne źródła jako miejsce ukrycia wskazują górę Sobiesz pod Piechowicami[2][3][5][10][15]. Wersja ta miałaby pochodzić od przedsiębiorcy, który twierdził, że w przeszłości widział bliżej nieokreślone dokumenty wskazujące właśnie na tę lokalizację[5]. W pobliżu drogi pomiędzy Piechowicami a Cichą Doliną mają rzekomo znajdować się rozległe tunele zamknięte stalowymi bramami[2][3].

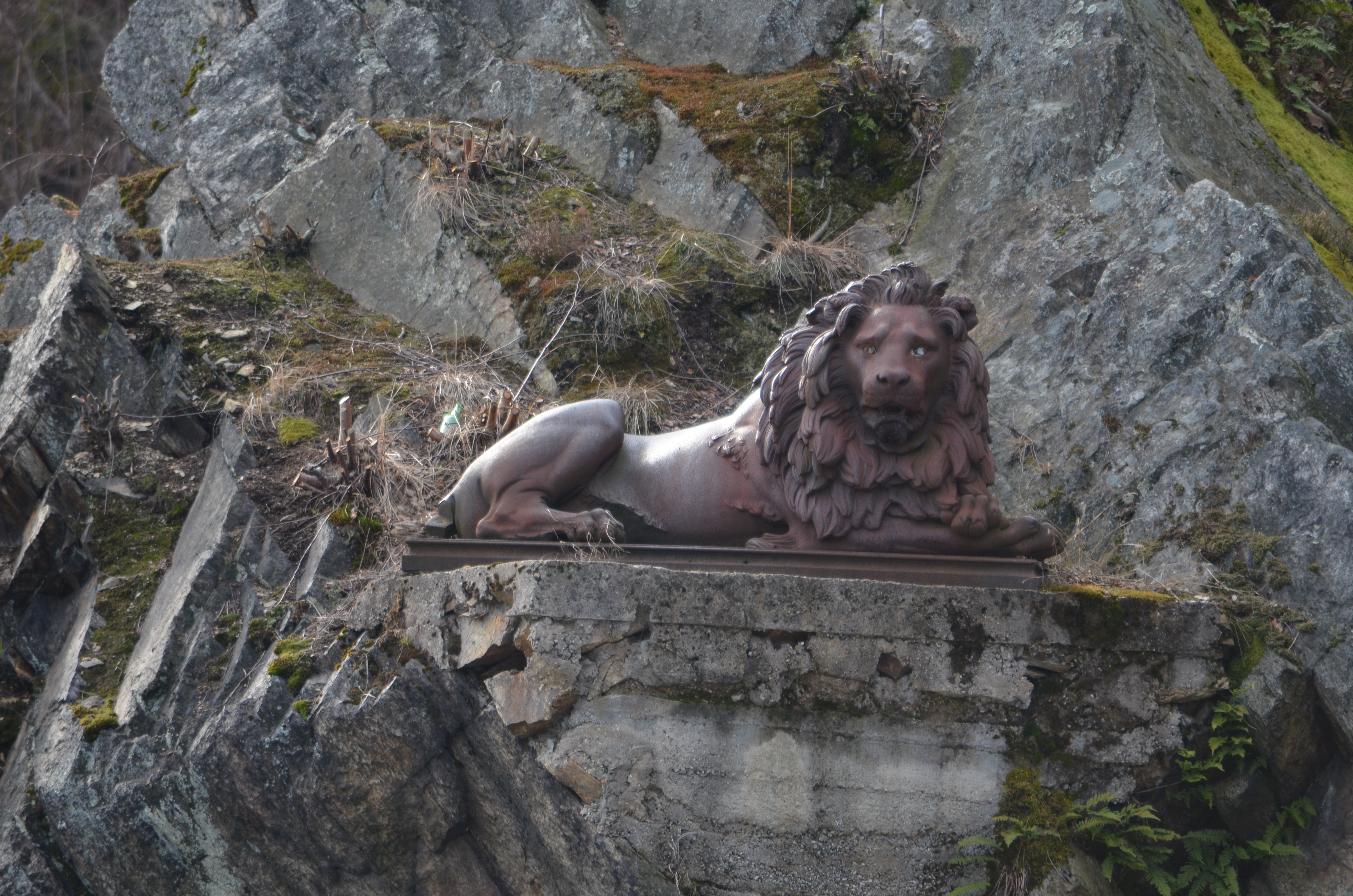
Posąg, który według Bogusława Wołoszańskiego ma wskazywać miejsce ukrycia „złotego pociągu”

- Bogusław Wołoszański przytacza natomiast teorię, według której miejsce ukrycia „złotego pociągu” wyznacza kierunek, w którym spogląda lew na posągu lokalizowanym w pobliżu miejscowości Leśna, położonej nad Jeziorem Złotnickim (będącym zbiornikiem zaporowym na rzece Kwisie)[2].

### Kontrowersje dotyczące legendy
Reporter i dokumentalista Tomasz Bonek w książce Zaginione złoto Hitlera. Bezpieka PRL na tropie skarbu Festung Breslau (Wydawnictwo Znak, Kraków 2020) pisze, że odnalazł w niemieckich archiwach dokumenty dokładnie opisujące funkcjonowanie banków we Wrocławiu w czasie jego oblężenia – według niego funkcjonowały one aż do kapitulacji miasta; przytacza ich treści, prezentuje niektóre z nich. Według autora niemieckie złoto berlińskiego Reichsbanku nigdy nie zostało przywiezione w takiej ilości do Wrocławia. Nie było też zarządzenia i odezwy adresowanej do mieszkańców miasta, aby deponowali swoje dobra w miejscowym banku. Reporter twierdzi, że według odkrytych przez niego dokumentów Służby Bezpieczeństwa PRL historia skrzyń ze złotem zdeponowanych w prezydium policji została wymyślona przez Herberta Klosego, który chciał odsunąć od siebie podejrzenia o prowadzenie działalności dywersyjnej. W opowieść Klosego według redaktora Bonka uwierzyli jednak funkcjonariusze SB, w tym major Stanisław Siorek, którzy namówili m.in. generałów Czesława Kiszczaka i Wojciecha Jaruzelskiego do rozpoczęcia poszukiwań niemieckiego złota na Dolnym Śląsku. Ruszyły one w styczniu 1982 roku i trwały kilka lat. Tak powstała legenda o "złocie Wrocławia", a następnie o "złotym pociągu".

## Poszukiwania

### Pierwsze doniesienia

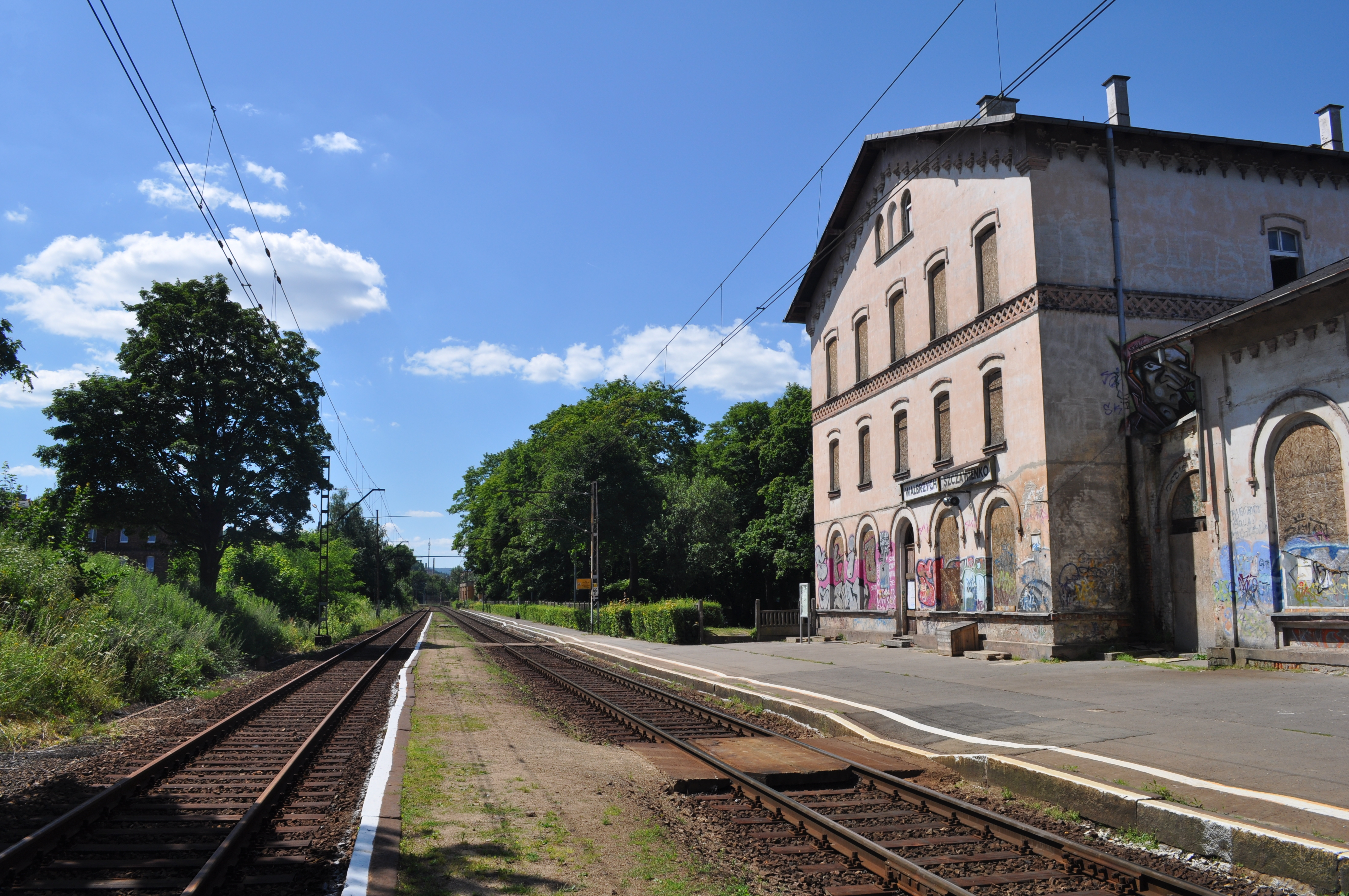
Stacja kolejowa w Wałbrzych Szczawienko

Sugestie, że w rejonie Wałbrzycha istnieją tunele, którymi miały poruszać się pociągi, pojawiały się już w 1946 r. Jedną z pierwszych osób, które przyczyniły się do poszukiwań „złotego pociągu”, był emerytowany górnik – Tadeusz Słowikowski. Według niego tuż po II wojnie światowej na terenie Wałbrzycha pozostało kilku Niemców, którzy pracowali na kolei. Jeden z nich miał rzekomo odnaleźć wejście do zablokowanego tunelu ukrytego we wzgórzu. W obawie przed utratą życia, dopiero na łożu śmierci odkrywca miał przekazać informacje o tym tunelu człowiekowi o nazwisku Schulz. Ten zaś miał w latach 50. przekazać tę informację Słowikowskiemu w dowód wdzięczności za uratowanie mu życia. Słowikowski twierdził, że posiada zdjęcia domu mającego maskować wejście do wspomnianego tunelu, a także mapę z 1928 r. z zaznaczonymi, nieistniejącymi już, linią kolejową pomiędzy Wrocławiem a Wałbrzychem oraz bocznicą kolejową prowadzącą do zablokowanego obecnie tunelu. Według niego były one widoczne z górnego okna wspomnianego wcześniej domu. Mapę tę miał on otrzymać od niemieckiego zawiadowcy stacji kolejowej Wałbrzych Szczawienko. Słowikowski twierdził również, iż 5 maja 1945 r. mieszkańcy Wałbrzycha otrzymali zakaz opuszczania swoich domów oraz nakaz zasłonięcia w nich okien. To właśnie wtedy, przy najwyższych środkach ostrożności, naziści mieli ukryć „złoty pociąg” w przeznaczonym do tego miejscu. Tego samego dnia cała rodzina mieszkająca w domu, z którego widać było wspomnianą bocznicę, została zamordowana, natomiast sam dom został zburzony. Miało to rzekomo zapobiec ujawnieniu skrywanych w tym miejscu sekretów nazistów. Po jakimś czasie Słowikowski zmienił wersję i ostatecznie nie mógł przypomnieć sobie okoliczności otrzymania informacji o pociągu.
W latach 70. Służba Bezpieczeństwa PRL zainteresowała się tematem domniemanego „złotego pociągu”. Naczelnik Wydziału II Wojewódzkiego Urzędu Spraw Wewnętrznych – major Stanisław Siorek koordynował akcję poszukiwania pociągu. Miał on odebrać Słowikowskiemu mapę wskazującą rzekome miejsce ukrycia pociągu. Siorek zmarł po przejściu na emeryturę w 1998 r., dlatego nie wiadomo, co dalej miało stać się z rzekomą mapą. W 1977 r. Tadeusz Słowikowski oraz Piotr Kruszyński mieli pozwolenie na przeprowadzenie badań terenowych w rejonie stacji kolejowej Wałbrzych Szczawienko. W trakcie wielu lat swojego śledztwa kilkukrotnie zmieniali oni podawaną rzekomą lokalizację ukrytego tunelu: początkowo w okolicy 65. km, następnie na 61. km, zaś początku lat 90. oznajmili, że istnieje „drugi tunel” w okolicy 64. km. Słowikowski twierdził, że w 2003 r. przedstawił władzom wyniki swojego śledztwa, jednak tuż po tym zaczął być on zastraszany w różny sposób (m.in. ktoś miał otruć mu psa, zniszczyć drzwi do jego domu oraz założyć mu podsłuch w telefonie, miał on być również zastraszany telefonicznie oraz osobiście przez różnych uzbrojonych ludzi).
Na początku 1982 r., na zlecenie ówczesnego ministra spraw wewnętrznych – Czesława Kiszczaka, została utworzona grupa eksploratorów, których zadaniem było znalezienie „złotego pociągu”. Początkowo wytypowano 6, a następnie 11 potencjalnych lokalizacji ukrycia skarbu. Owocem poszukiwań było wykopanie 26 listopada 1982 r., na terenie klasztoru w Lubiążu, metalowej tuby zawierającej 1290 srebrnych oraz 64 złote monety (w sumie 1354 sztuki) o łącznej masie ponad 6 kg. Badania znalezionych monet wykazały, że pochodzą one najprawdopodobniej z wojen śląskich prowadzonych w XVIII wieku. Spośród wszystkich znalezionych wówczas monet tylko 89 srebrnych trafiło do Muzeum Narodowego we Wrocławiu. Większość została natomiast sprzedana na rzecz funduszu operacyjnego Wojskowej Służby Wewnętrznej.
W maju 1995 r. Władysław Podsibirski podpisał umowę z Ministerstwem Finansów, zapewniającą mu określone znaleźne, gdyby udało mu się znaleźć „złoty pociąg”. Jego poszukiwania okazały się jednak bezowocne.
Wiosną 1998 r. w rejonie góry Sobiesz, zlokalizowanej niedaleko Piechowic, miały miejsce prace mające na celu znalezienie „złotego pociągu”. Wykonano wówczas m.in. spore wykopy (przy użyciu koparek) oraz kilkadziesiąt mniejszych odwiertów.

### Poszukiwania w latach 2015–2016

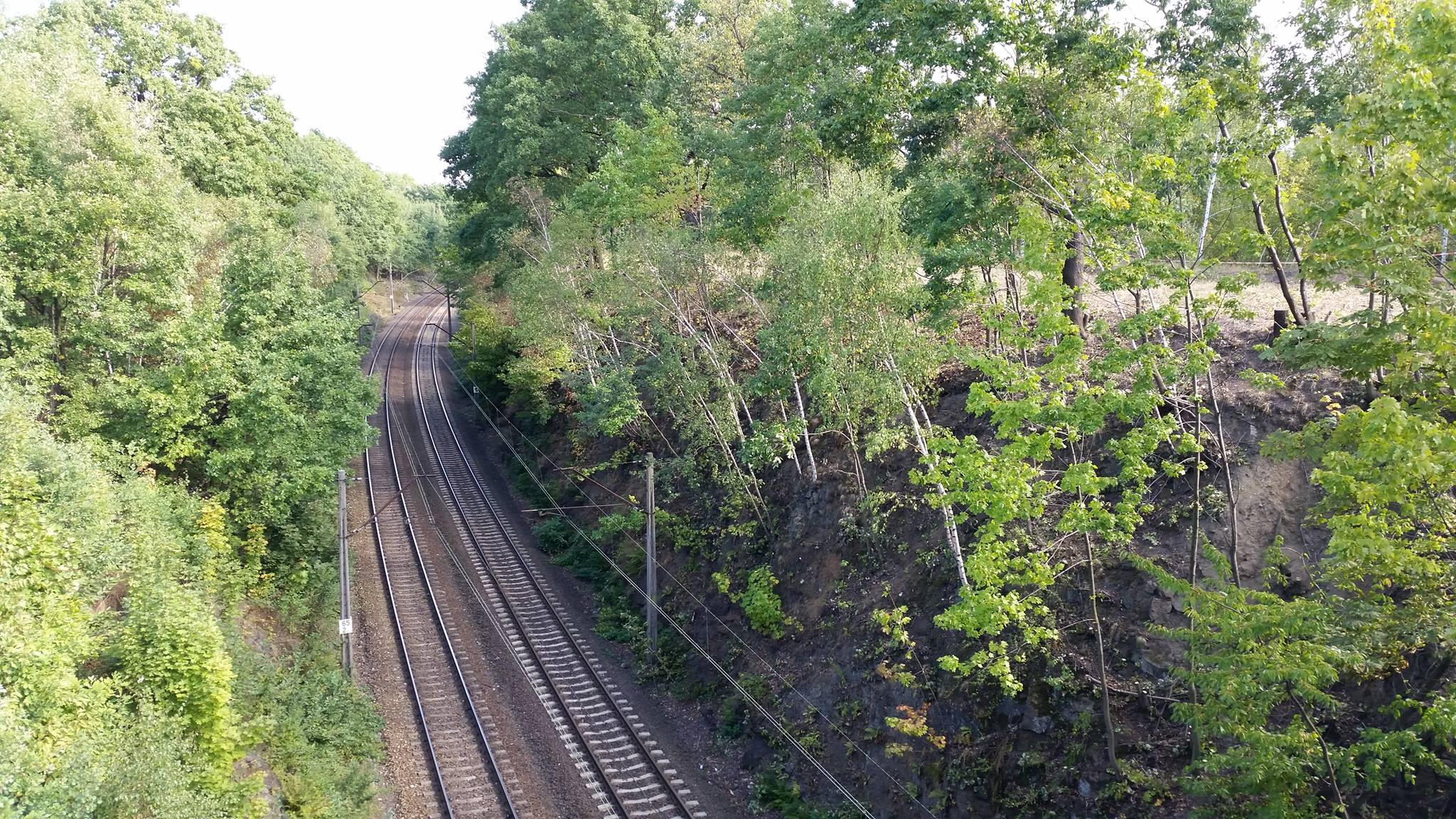
Linia kolejowa nr 274 z nasypem na 65. kilometrze

W 2015 r. dwóch „poszukiwaczy skarbów” wskazało władzom Wałbrzycha przypuszczalne miejsce ukrycia „złotego pociągu”. Zastrzegli oni sobie prawo do 10% znaleźnego w przypadku odnalezienia skarbu we wskazanej przez nich lokalizacji. Władze miasta dokonały formalnej procedury przyjęcia zgłoszenia znaleziska. 26 sierpnia 2015 r. Radio Wrocław podało informację, że „złoty pociąg” zlokalizowany jest w okolicy 60. kilometra trasy Wrocław–Wałbrzych oraz że jego odkopanie może zająć pół roku. Informację o przyjęciu zgłoszenia władze miasta przekazały do ministerstw: obrony narodowej, skarbu oraz kultury i dziedzictwa narodowego. Dyskusję na temat domniemanego pociągu nagłośniło wystąpienie generalnego konserwatora zabytków Piotra Żuchowskiego 28 sierpnia 2015 r., który ocenił, że pociąg prawdopodobnie istnieje i jest to skład pancerny, co może wskazywać na szczególną zawartość. Prawnie ewentualne znalezisko stałoby się własnością skarbu państwa.

Informacja ta wzbudziła ogromne zainteresowanie mediów z całego świata, co przyczyniło się do nagłego wzrostu liczby turystów oraz dziennikarzy w Wałbrzychu, zamku Książ i okolicach rzekomego znaleziska. Generalny Konserwator Zabytków zalecił jednak, aby w pierwszej kolejności zabezpieczyć miejsce odkrycia i przy pomocy odpowiednich służb zbadać teren pod kątem ewentualnych niewybuchów, min czy szkodliwych substancji chemicznych. 

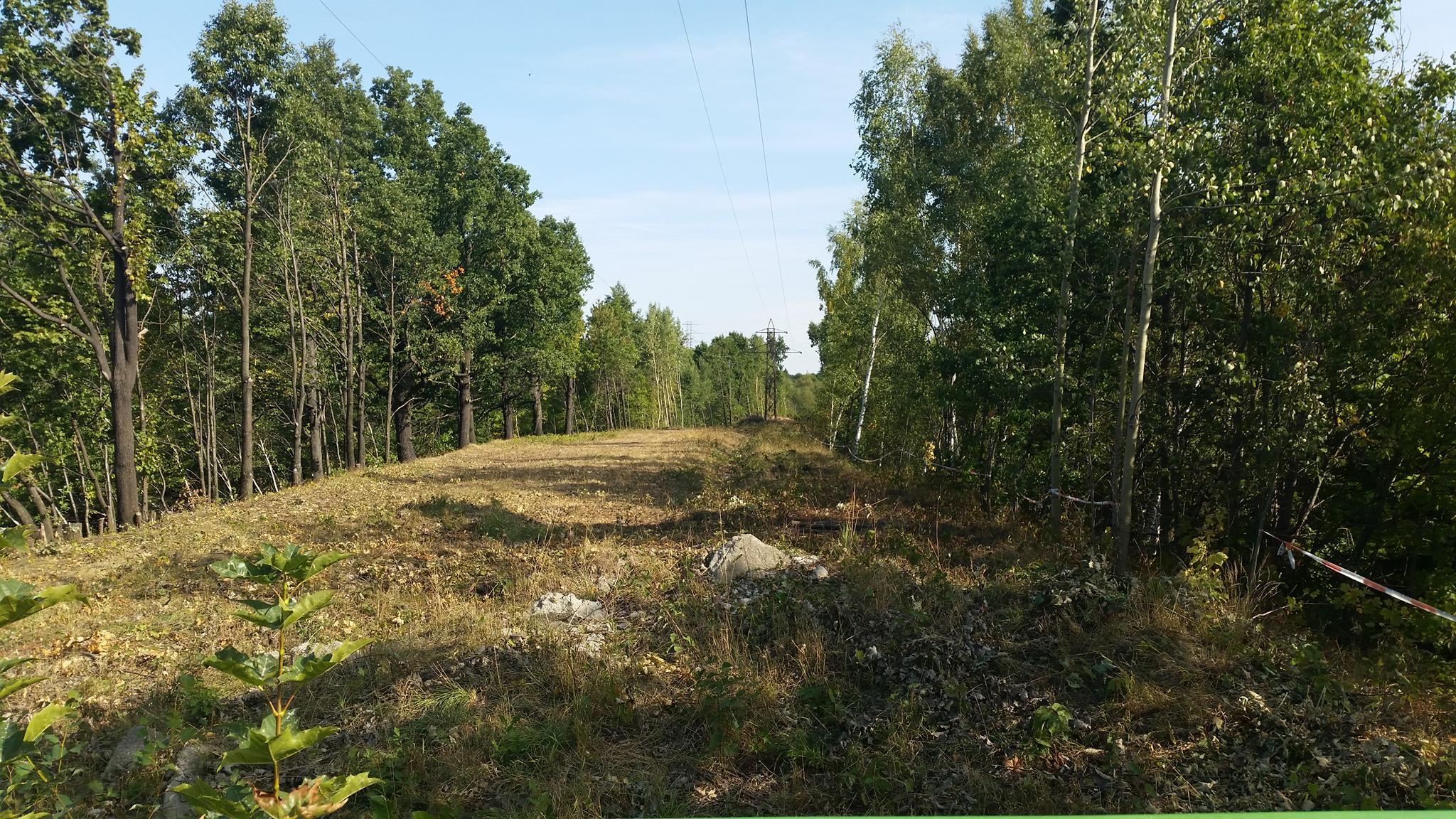
Jeden z nasypów kolejowych w Wałbrzychu, będący miejscem poszukiwań „złotego pociągu”

Prace poszukiwawcze prowadzono w Wałbrzychu przy Wschodniej Obwodnicy Wałbrzycha (ul. Uczniowska), w dzielnicy Szczawienko, która graniczy z dzielnicą Książ oraz Lubiechowem. Prace przebiegały tuż przy linii kolejowej nr 274, na jej 65. kilometrze. Pierwszym etapem były badania georadarem. 16 sierpnia 2016 r. rozpoczęto wykopy mające dotrzeć do domniemanego tunelu, w którym miałby znajdować się pociąg. Nie natrafiono jednak na żaden ślad „złotego pociągu”.
Na konferencji prasowej z udziałem odkrywców oraz specjalistów z Akademii Górniczo-Hutniczej w Krakowie nie zostały przedstawione jednoznaczne dowody, zarówno na istnienie domniemanego składu, jak i podziemnego tunelu. Prasa lokalna orzekła, że to koniec legendy.
W sierpniu 2016 r. na 65. kilometrze ekipa poszukiwaczy rozpoczęła prace ziemne, które zakończyły się fiaskiem. Po zakończeniu badań powstała całkowicie nowa hipoteza, że „tor mógł schodzić pod ziemię” i należy dokonać odwiertów. Plan ten, zakładający dokonanie odwiertów w ciągu jednego roku, nie doszedł do skutku.

### Nowe dane w 2022 roku
W październiku 2022 r. pojawiła się nowa interpretacja dokumentów o tak zwanej „bocznicy”, jak również nowe, nieznane dotąd materiały archiwalne, które mogą uzasadniać początek legendy o „złotym pociągu”. Autorzy artykułu wskazali, że dotychczasowa interpretacja niemieckich dokumentów mogła nie być kompletna. Uzupełniają oni stan wiedzy o dokumenty Wojska Polskiego z 1948 r. oraz 1949 r., które mają potwierdzać, że w tych latach na 64. kilometrze linii funkcjonowała dwutorowa bocznica, która została później rozebrana. Miałoby to stanowić potwierdzenie lokalnych opowieści o różnych pociągach widywanych w tym rejonie. W artykule pokazano także, nieznane wcześniej, zdjęcia lotnicze z października 1944 r., które mają dowodzić, że na 65. kilometrze linii (w miejscu nierówności terenowej nazywanej „zatoką”) nie było wówczas żadnych prac budowlanych ani tunelu, zaś sam stan terenu odpowiada stanowi przed II wojną światową. Na innych zdjęciach widoczny jest podobóz koncentracyjny Groß-Rosen – AL Fuerstenstein oraz skład kolejowy stojący na bocznicy.

## Złoty pociąg w literaturze
Legenda złotego pociągu pojawiła się w wielu książkach, m.in.:
- Tomasz Olszakowski – Pan Samochodzik i złoty pociąg (1999)[25]
- Joanna Lamparska – Złoty Pociąg. Krótka historia szaleństwa (2016)[26]
- Tomasz Bonek – Zaginione złoto Hitlera. Bezpieka PRL na tropie skarbu Festung Breslau (Wydawnictwo Znak, Kraków 2020)[12]